# Yao Aziawonou
Yao Aziawonou, né le 30 novembre 1979 à Lomé, est un ancien footballeur togolais. Il jouait au poste de milieu défensif avec l'équipe du Togo.

## Clubs successifs
| Saison      | Club                | Pays   | Championnat        | Ligue |
| ----------- | ------------------- | ------ | ------------------ | ----- |
| 1996 - 1997 | Modèle Fc de Lomé   | Togo   | match / but        | D1    |
| 1997 - 1998 | FC Nantes           | France | 1 match / 1 but    | D1    |
| 1998 - 1999 | FC Sion             | Suisse | 6 matchs / 0 but   | LNB   |
| 1999 - 2000 | FC Wangen bei Olten | Suisse | 7 matchs / 1 but   | 1re   |
| 2000 - 2001 | FC Bâle             | Suisse | 10 matchs / 0 but  | LNA   |
| 2001 - 2002 | FC Bâle             | Suisse | 3 matchs / 0 but   | LNA   |
| 2001 - 2002 | FC Thoune           | Suisse | 5 matchs / 1 but   | LNB   |
| 2001 - 2002 | FC Bâle             | Suisse | 3 matchs / 0 but   | LNA   |
| 2002 - 2003 | FC Thoune           | Suisse | 34 matchs / 7 buts | LNA   |
| 2003 - 2004 | Servette FC         | Suisse | 30 matchs / 6 buts | ASL   |
| 2004 - 2005 | BSC Young Boys      | Suisse | 15 matchs / 1 but  | ASL   |
| 2005 - 2006 | BSC Young Boys      | Suisse | 23 matchs / 0 but  | ASL   |
| 2006 - 2007 | FC Lucerne          | Suisse | 8 matchs / 0 but   | ASL   |
| 2006 - 2007 | BSC Young Boys      | Suisse | 5 matchs / 0 but   | ASL   |
| 2008 - 2009 | FC Winterthur       | Suisse | 20 matchs / 0 but  | CL    |
| 2009 - 2010 | FC Granges          | Suisse | 7 matchs / 0 but   | 1re   |

## En équipe nationale
Il a disputé la coupe d'Afrique des nations en 2002 et 2006.
Aziawonou participe à la coupe du monde 2006 avec l'équipe du Togo. 